# 谷桃子バレエ団
一般財団法人谷桃子バレエ団（たにももこバレエだん） は、東京都世田谷区に本部事務所を置き、系列レッスンスタジオがあるバレエ団。

## 概要
1949年、戦後初のスター・バレリーナとなった、谷桃子により設立される。
創立6年後1955年「白鳥の湖」全幕を大阪で団初の全幕初演し、翌1956年東京のサンケイホールで再演。この「白鳥の湖」は絶賛を受け、谷桃子バレエ団では「白鳥の湖」新春公演が恒例となる。1957年に「ジゼル」全幕を団初演。この成功により谷桃子バレエ団では「白鳥の湖」、「ジゼル」が二大レパートリーとして上演し続けられる。1965年「ドン・キホーテ」全幕を、日本初演。スラミフィ・メッセレルがボリショイ版を構成・振付指導し、谷桃子が振付して後も再演。その後「ドン・キホーテ」は日本のバレエ界に広まり上演されている。
谷の没後は高部尚子（たかべひさこ）が2017年5月芸術監督に就任。2016年に子どもたちを育成する谷桃子バレエ団Academyを併設している。新国立劇場バレエ団やKバレエカンパニー外の人員の受け手になっているが、地道な稽古を重ねて古典と創作の両面で質の高いバレエ作品を上演してきている。

## 沿革
2019年数年前から赤字が続き、危機的な状態の中で、バレエに興味を持ち協力してくれる経営陣を外部から迎える。
2021年からバレエ団改革を進め、チケットノルマの廃止、新人向けのセカンドカンパニーの設立、そして団員の居住、バイト、考え、何に苦しんでいるかなど詳細な個人面談を行い、バレエ団の運営・努力に反映させた。
2023年6月からYouTubeチャンネルの改善を始め、これまで配信されてきたPR動画とは違う高部監督や新人含めた各層の団員に密着したドキュメント動画の配信が話題となる。同月19日、高部監督がインタビューに応じ、他へも取材する形でこの取り組みに至った事情を明らかにした。次代のため、バレエダンサーとしての収入では生活出来ない状況の改善を望んでのことであるという。
- 海外と比較すると日本のバレエ界は観客数が広がらず、組織として自立できるほど数多くの公演が出来ない現状である。
  - 1公演でオーケストラや美術セットなどの費用が3～4千万円かかる。そのため、Kバレエカンパニー以外の[注釈 1]バレエ団は、文化庁助成金を谷桃子バレエ団含めて2千万円届かない程度で申請して補助を受けている。残額はチケット代では賄えず、スポンサーや寄付金頼みとなり、絶えず資金難となっている[11]。
  - 谷桃子バレエ団も給料制ではなく、中小バレエ団に一般化している公演での歩合制で、公演の無い時期は無収入となる。ダンサーとしてのクラスが上がると若干上がる程度。トウシューズ未支給。所属ダンサーからは、団費を徴収している。2020年まではチケットノルマ[注釈 2]があった。高部尚子によると自身の現役プリンシパルの頃は総額100万円、廃止前は総額60万円課されていた[13]。そのため顔なじみばかりが観客だったが、2024年2月「白鳥の湖」、6月「ガラ公演」からは、チケットを広くネット販売して初めての人が多数で風景が違った。
  - 男性ダンサーは国内では人数が少ないため、発表会ゲストなどバレエでアルバイト収入を得ることが出来る[14]。しかし女性ダンサーは多くて、そうはいかず、下位団員の多くが生活のためアルバイトをしたり親族からの援助に頼っている。代表の高部自身もバレエ団とは別に自宅1階で個人バレエスタジオを経営している[15]。

2023年11月、東京タワーステージ「RED°TOKYO TOWER SKY STADIUM」で、クラシック・ジャズ・コンテンポラリー・ダンスのダイジェスト・新作バレエ・ダンス公演『レッド トーキョータワー』15作品8プログラムを15公演行った。舞台の床壁面RED画像を駆使した演出で、外部振付家3名も招き、今までの殻を破る表現を試みたもので、タワー下3 - 5階テーマパークと提携してのものであった。
2024年1月「白鳥の湖」で、分かりやすさを目指して、谷バレエ団初のイヤホンガイド（有料）が導入された。バレエ鑑賞に慣れない人向けにあらすじと登場人物・鑑賞のポイントなどについて高部監督による原稿記述と、本人と声優によるガイドで生放送が行われていて、初心者の観客に高評価されている。
2025年「ドンキホーテ」5月22日、23日夜、5月24日昼夜、東京文化会館大ホール2,300席、4回公演で、9,200枚チケットが完売し、バレエ団史上最もチケットが売れた舞台となる。